# Colonie artistique d'Étaples

Blason de la ville d'Étaples.

La colonie artistique d'Étaples (anglais : Etaples art colony), appelée aussi école des peintres d'Étaples, est un regroupement de peintres et de sculpteurs, venus du monde entier, qui se sont installés, entre la fin du XIXe siècle, vers 1882, et le début du XXe siècle jusqu'à la Première Guerre mondiale, dans la commune d'Étaples située dans le département du Pas-de-Calais, dans le Nord de la France.

## Histoire

### Précédents
Le peintre Charles-François Daubigny, précurseur de l'impressionnisme, choisissait déjà ce lieu pour son inspiration et comme refuge après la chute du Second Empire. Sont également venus sur le littoral de la Côte d'Opale de nombreux peintres prestigieux : Joseph Mallord William Turner, Richard Parkes Bonington, Francia (François Louis Thomas Francia et/ou son fils Alexandre Thomas Francia), Jean-Baptiste Camille Corot, Eugène Delacroix, Jean-Charles Cazin.
Quelques années plus tard, Édouard Manet compose en 1873 à Berck Sur la plage, et à partir de 1874, Eugène Boudin séjourne également à Berck.

Étaples par Eugène Boudin
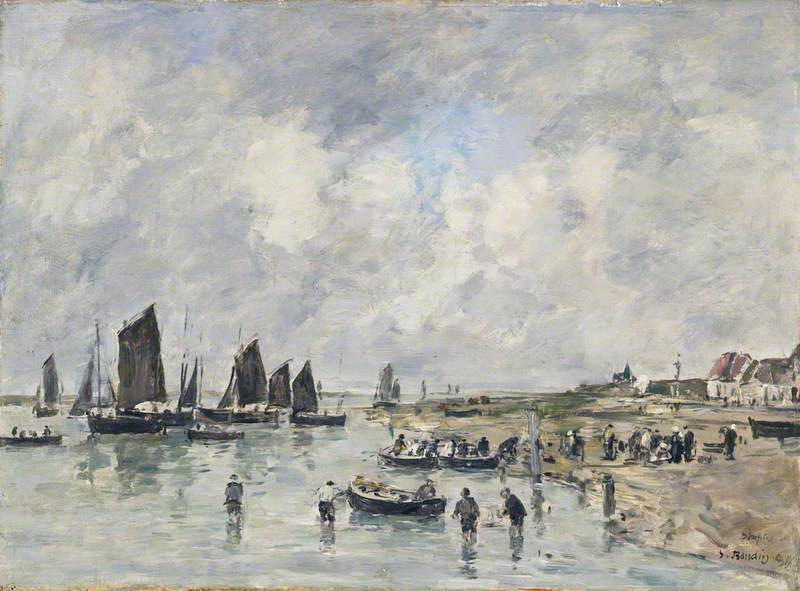
Étaples, 1889 Manchester Art Gallery
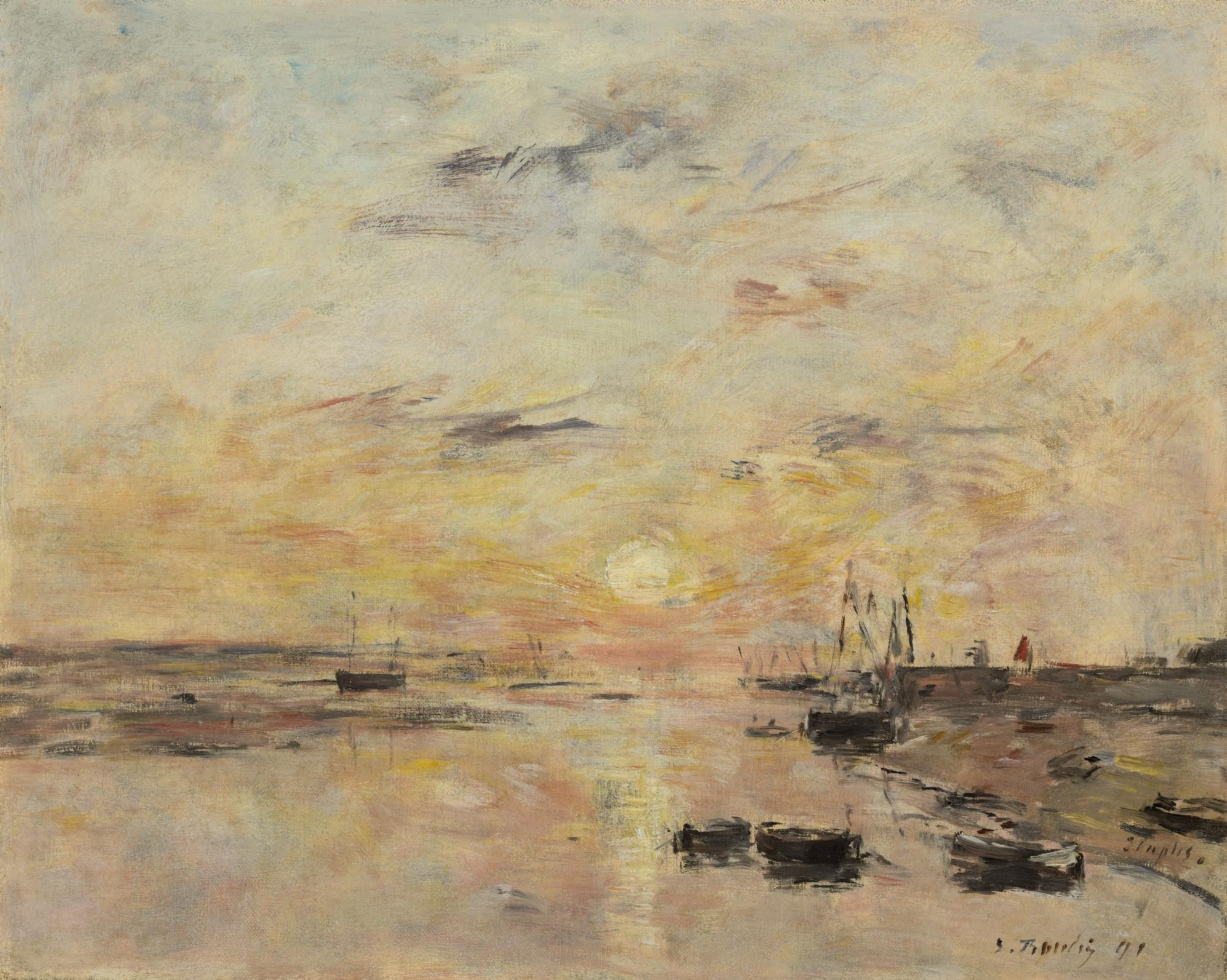
Coucher de soleil sur la Canche, Étaples , 1891 Collection privée, Vente 2010

### Colonie artistique d'Étaples
Le peintre Henri Le Sidaner lance le mouvement en 1882, année où il vient s'installer à Étaples. Il déclare avoir voulu respirer, faire une cure d'air et de nature, en s'éloignant de Paris où s'affrontent les peintres « académistes » et les impressionnistes.
Il est suivi par de nombreux artistes désireux de quitter les ateliers pour « lutter pied à pied avec la nature ». Eugène Boudin précurseur de l'art pratiqué à l'extérieur, n'a fait que passer à Étaples mais il résume bien la motivation de tous ces créateurs : « Je voudrais déjà être au champ de bataille, courir après les bateaux, suivre les nuages le pinceau à la main, humer le bon air salin des plages et voir la mer monter». Il a notamment peint Étaples-La Canche à marée haute, 1890, huile sur toile, 51x74.
L'arrivée de peintres sur la côte, désireux de peindre en extérieur, qui a lieu à partir des années 1880, correspond à une aspiration profonde chez de nombreux artistes. À la même époque, se produit un même mouvement en Bretagne (École de Pont-Aven, Paul Gauguin, Émile Bernard… ) et en Normandie. Globalement, « la colonie des peintres d'Étaples » rassemble des peintres peut-être moins prestigieux que ceux de Bretagne, en revanche elle regroupe des artistes de style très différents.
Une colonie d'artistes s'y forme et s'y maintient jusqu'en 1914, après quoi elle s'est disloquée du fait de la Première Guerre mondiale. Largement internationale, elle a été constituée principalement d'anglophones d'Amérique du Nord, d'Australie et des îles britanniques, mais aussi d'Allemagne et de Scandinavie, ou encore de Russie, Italie, et même Pérou. Alors que certains artistes se sont installés dans la région, d'autres n'y sont restés qu'une saison, ou un temps encore plus court. Certains venaient de colonies artistiques installées le long des côtes de la Normandie et de la Bretagne, d'autres, tout proches, du Touquet-Paris-Plage, de Wissant, de Montreuil-sur-Mer et de Berck, ou le long de la Canche, ainsi que de l'arrière-pays, depuis Douai et Arras.
L'attrait des artistes étrangers pour la région peut aussi s'expliquer par le fait qu'elle se situe en France : à l'époque, Paris est considérée comme étant « la Mecque des Arts ». Dans les milieux artistiques, on estime nécessaire voire indispensable de suivre une formation dans une des académies françaises, dont l'une des plus prisées fut l'Académie Julian.
On a ainsi pu recenser plus de 200 artistes, présents à Étaples, et/ou dans les villages proches : hameau de Trépied, Cucq, Camiers et dans la naissante station balnéaire du Touquet-Paris-Plage. Le faible coût de la vie sur place joue un rôle dans cet afflux mais n'est qu'un élément dans le choix effectué. Les aspects déterminants semblent être la lumière particulière de cette région de bord de mer, la variété des paysages, les populations de pêcheurs avec leurs costumes, leurs coutumes, leurs traditions, susceptibles de poser pour un coût modique, payés « 40 centimes par jour », autant de sujets potentiels marqués par la variété, l'originalité, un cachet et un style particulier.
En 1878, la nouvelle ligne de chemin de fer Paris-Boulogne amène à Étaples Eugène Chigot, peintre officiel du ministère de la Marine et cofondateur du Salon d'automne, qui amène dans son sillage nombre de peintres sensibles aux thèses « naturalistes ». Ludovic-Napoléon Lepic, Alexandre Nozal, Francis Tattegrain, Eugène Trigoulet peuvent être vus à Berck, où ils sont parfois arrivés pour raison de problème de santé pour eux-mêmes ou pour un proche, mais ils y restent pour essentiellement la lumière, ainsi que les immenses paysages côtiers et la vie quotidienne des marins.
Le mouvement fut particulièrement représenté par ces peintres lors du Salon de 1888 à Paris, plusieurs de leurs œuvres y furent exposées. L'Exposition universelle de 1893 à Chicago inaugure un pavillon des artistes de dimension internationale, de nombreux peintres français y furent invités, notamment par le biais de créateurs américains installés dans cette région : cette manifestation, très médiatisée, assure le rayonnement de la colonie. En mars 1900, la galerie Georges Petit inaugure à Paris la première exposition de la « Société nouvelle des peintres et sculpteurs » comprenant un certain nombre d'artistes installés dans cette ville.
On ne peut les regrouper en tant que postimpressionnistes, car ces artistes ne présentent pas, en fin de compte, d'uniformité de style, mais ils avaient plusieurs intérêts communs : culturels, recherche de la lumière, du calme, et il y eut aussi un effet de mode.
En février 1911, Édouard Lévêque, peintre et personnalité de Paris-Plage, invente l'appellation « Côte d'Opale » pour désigner ce littoral si particulier avec ses couleurs variées et changeantes. La présence de ces artistes, qui en donnent une image magnifiée, représente un formidable outil de promotion pour la région. Ils sont également source du développement de la vie culturelle et artistique locale.
À l'initiative de Chigot et de Le Sidaner, des salons et des expositions sont organisées : à Étaples à partir de 1887 puis Paris-Plage  à partir de 1896 et les années suivantes. Dans cette dernière ville, une riche clientèle bourgeoise a les moyens d'acquérir des toiles, ce qui constitue une motivation supplémentaire. Les communes proches bénéficient ainsi également du mouvement créé.
En 1914, au salon de la société artistique de Picardie, 89 artistes exposent 223 tableaux, soit un facteur de notoriété représentatif du mouvement.
Probablement en liaison avec cette colonie artistique, Montreuil-sur-Mer accueille en 1907 différents artistes dont des noms aussi prestigieux que Georges Braque et André Derain.
La ville d'Étaples profite en premier lieu de cet engouement pour le littoral : l'animation y est assurée avec les artistes à l'affût des scènes de la vie quotidienne locale, comme les jours de marché, et l'hôtel Ioos, propriété de Francois Antoine Ioos et de son épouse, Marie Anna Guiot, situé au 15 Grand-Place (aujourd'hui, place du Général-de-Gaulle), point de ralliement de tous ces créateurs, confirmés ou cherchant gloire, devient une sorte de musée et de lieu d'exposition permanente, aux murs couverts de toiles. En outre, les peintres y nouent des liens très forts, qu'ils garderont souvent toute leur vie.
La Première Guerre mondiale va brusquement interrompre ce joyeux mouvement, presque tous les peintres regagnant leurs pays respectifs à la suite de son déclenchement.

## Postérité
Alors que la plupart des peintres ont quitté la ville en 1914, pour s'engager dans l'armée, l'activité artistique, de qualité variable, a été poursuivie pendant la guerre par des bénévoles et les artistes mobilisés sur le front tout proche — la ville fut d'ailleurs bombardée en mai 1918. Avec le retour de la paix, certains anciens résidents sont rentrés chez eux, et la persistance d'une petite colonie a attiré quelques visiteurs, mais peu de travaux innovants y sont apparus.
L'absence de musée consacré à ce mouvement a conduit à une très grande dispersion des œuvres à travers le monde, des États-Unis à l'Australie.
Un musée était en cours de construction à Étaples, consacré à cette école. Mais en 2016, le département du Pas-de-Calais, sous la présidence de Michel Dagbert, décide d'enterrer le projet. Les travaux sont alors annulés au dernier moment, et l'importante collection constituée de 120 œuvres est dispersée ou prêtée à d'autres musées.
Néanmoins, les musées locaux (Étaples, Le Touquet, Berck) sont à même de présenter quelques-unes des réalisations.
Le musée de la marine d'Étaples et l'Association des amis du musée de la Marine d'Étaples » (AMME) ainsi que la Maison du Port (musée provisoire du département du Pas-de-Calais) s'attachent à faire revivre ce passé.

## Artistes

### Américain
- Max Bohm
- Myron G. Barlow[8],[9]
- William Gerard Barry
- Dwight Frederick Boyden
- Louis Paul Dessar
- Eanger Irving Couse
- Frederick Carl Frieseke
- Frederick De Forrest Schook
- Walter Gay
- Chester C. Hayes
- Lovell Birge Harrison
- Francis Edwin Hodge
- Lester George Hornby
- William Samuel Horton
- Samuel James Kennedy
- Edwin H. Kiefer
- Augustus Koopman
- Homer Dodge Martin
- John Noble
- Elizabeth Nourse
- William E. Plimpton
- Robert Lewis Reid
- William Edouard Scott
- Caleb Arnold Slade
- Henry Ossawa Tanner
- Gaylord Sangston Truesdell
- Harry van der Weyden[10]

### Australien et néo-zélandais
Dans son ouvrage Peintres Australiens à Étaples, Jean-Claude Lesage  (d) en recense un grand nombre ayant fait partie de la colonie artistique d'Étaples,. 
- Cristina Asquith Baker (en)
- Arthur Baker-Clack
- Rupert Bunny
- Charles David Jones Bryant (en)
- Charles Conder
- Will Dyson (en)
- E. Phillips Fox
- Albert Henry Fullwood (en)
- Bessie Gibson (en)
- John Godson
- Frances Hodgkins (NZ)
- Winifred Honey
- Constance Jenkins Macky (en) (NZ)
- Grace Joel (en) (NZ)
- John Longstaff (en)
- Alice Jane Muskett (en)
- Edward Cairns Officer
- James Peter Quinn
- Alison Rae (sœur d'Iso Rae)
- Iso Rae
- Eleanor Ritchie-Harrison (1854-1895), épouse de Lovell Birge Harrison
- Hilda Rix Nicholas
- Arthur Streeton
- Marie Tuck

### Britannique
- Andrew Fairbairn Affleck
- Charles Edward Boutwood
- Frank Brangwyn
- Thomas Austen Brown
- Nora Cundell
- Nelson Dawson
- Florence Engelbach
- John Duncan Fergusson
- Frank Morley Fletcher
- Edith Mary Garner
- Julia Beatrice How
- Leslie Hunter
- Martin Gwilt Jolley
- Mabel Lee Hankey
- William Lee Hankey
- Dudley Hardy
- Herbert Hughes-Stanton
- Middleton Jameson (en)[réf. nécessaire]
- John Lavery
- Frank O'Meara
- Samuel Peploe
- Annie L. Simpson
- Harry Thompson-Lalande
- Tudor St George Tucker (en)[11]
- Philip Wilson Steer
- William Holt Yates Titcomb

### Français
- Jules Adler
- Abel Bertram
- Eugène Boudin
- Henri Calvet
- Marius Chambon
- Eugène Chigot
- Charles-François Daubigny
- Henri Duhem
- Henri Le Sidaner
- Édouard Lévêque
- Émile Maillard
- Émile Méret
- Jacques Adrien Sauzay
- Francis Tattegrain
- Eugène Lawrence Vail
- Édith Vaucamps
- Jules Wengel

### Scandinave
- Frits Thaulow (norvégien)[12]
- Anshelm Schultzberg (suédois)[13]

Œuvres de l'école des peintres d'Étaples
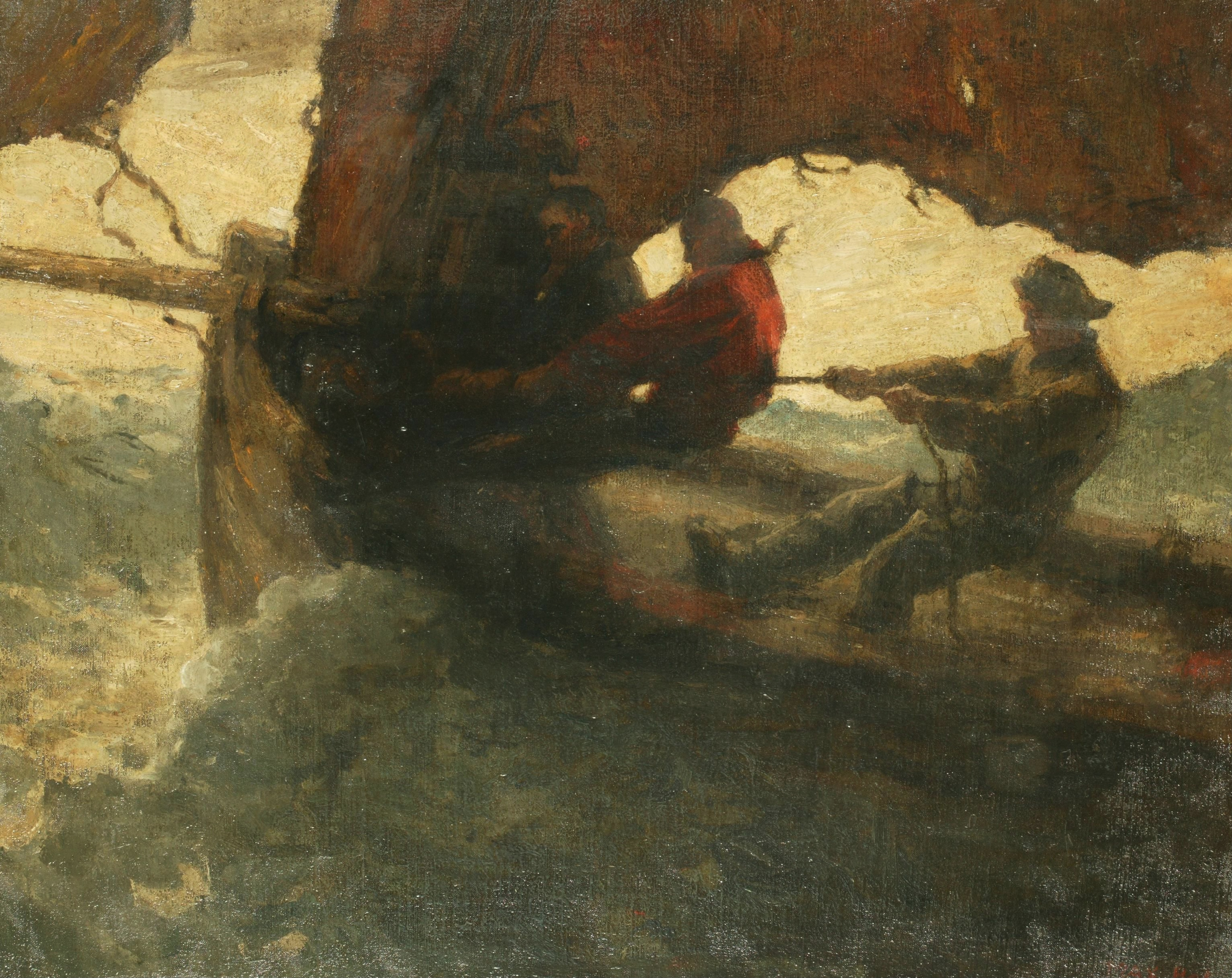
Max Bohm, Pêcheurs dans la tempête, 1898, Manchester Art Gallery.
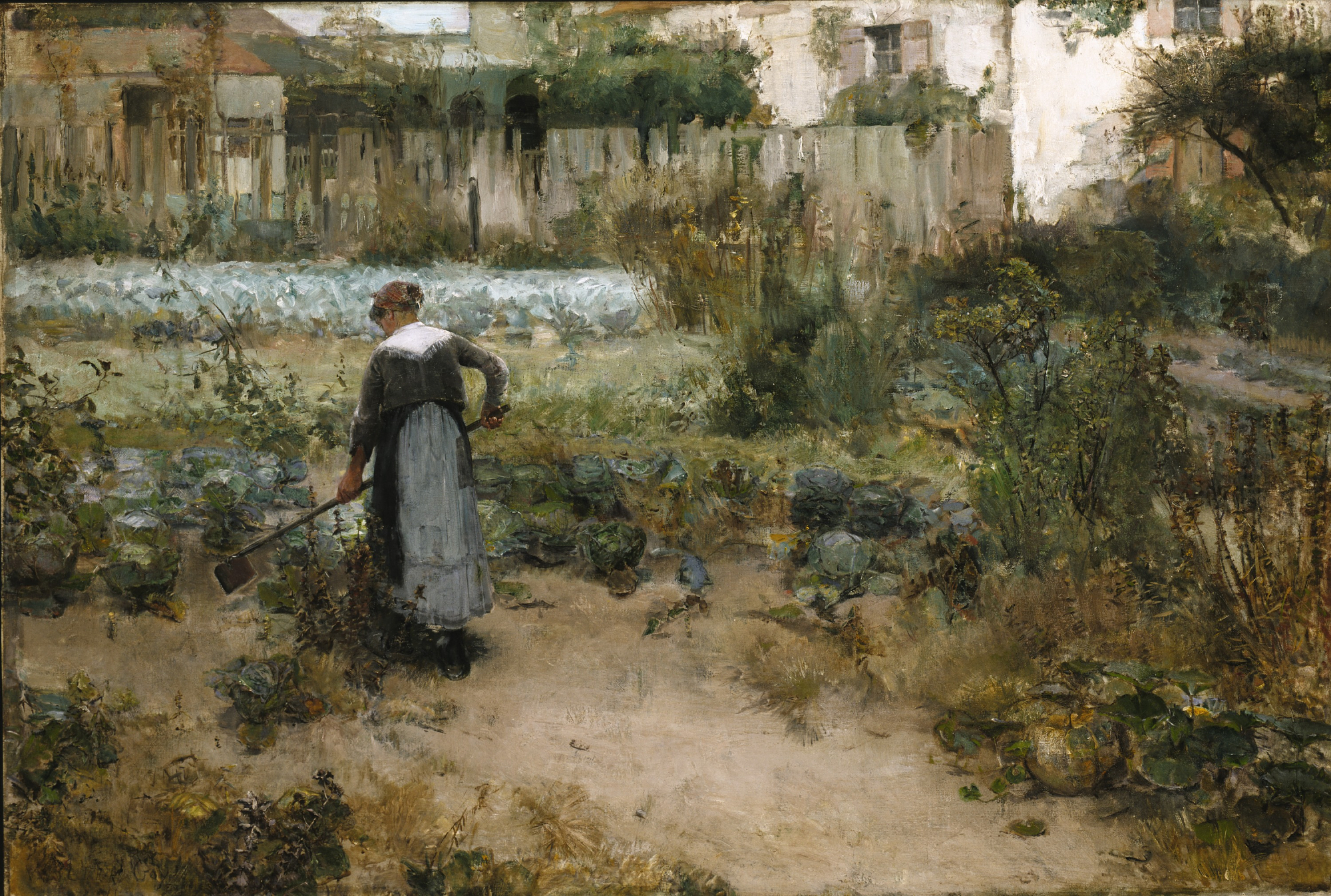
Walter Gay, Novembre, Étaples, vers 1885, Washington, Smithsonian American Art Museum.
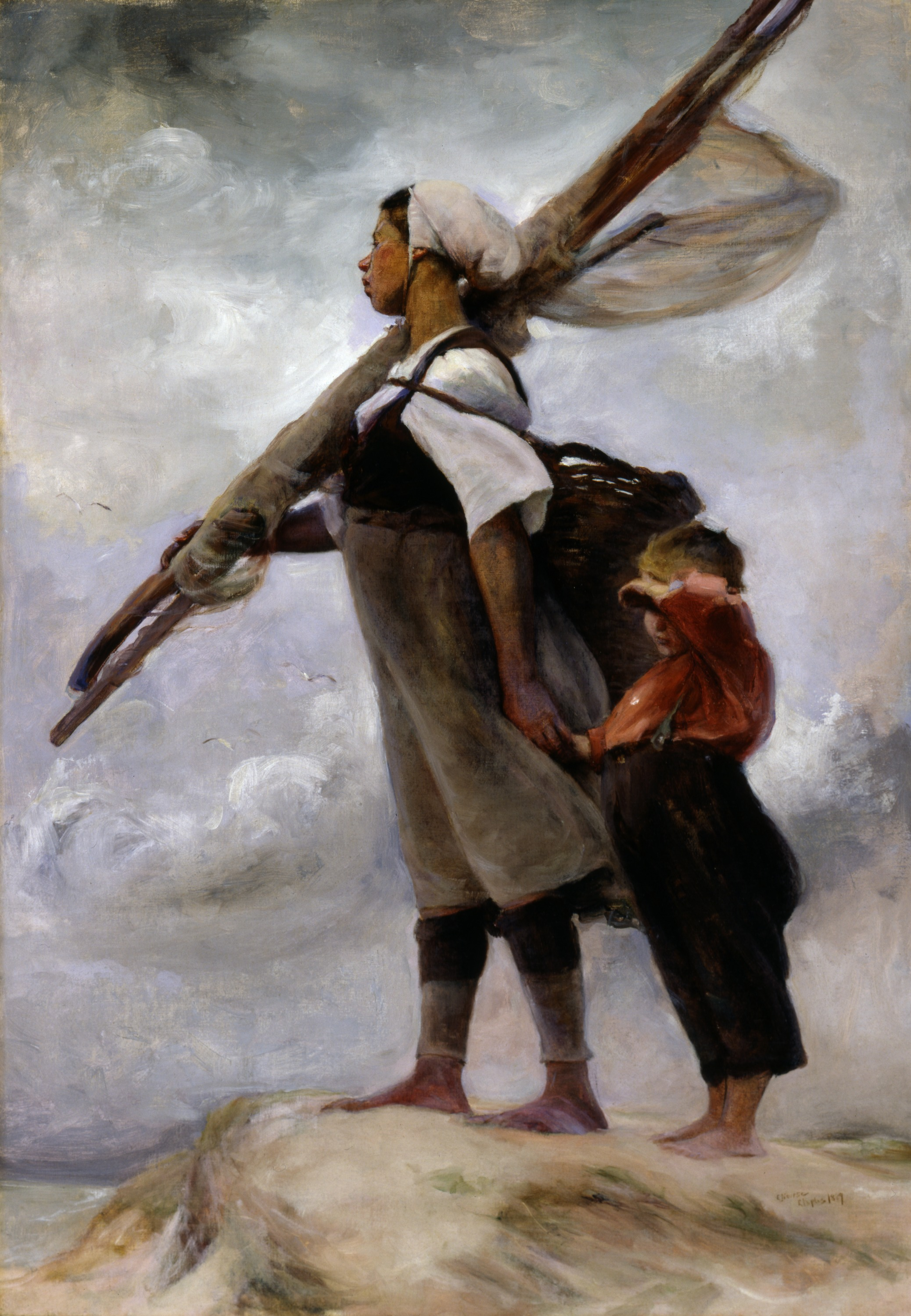
Elizabeth Nourse, Fille en Picardie, 1889, Washington, Smithsonian American Art Museum.
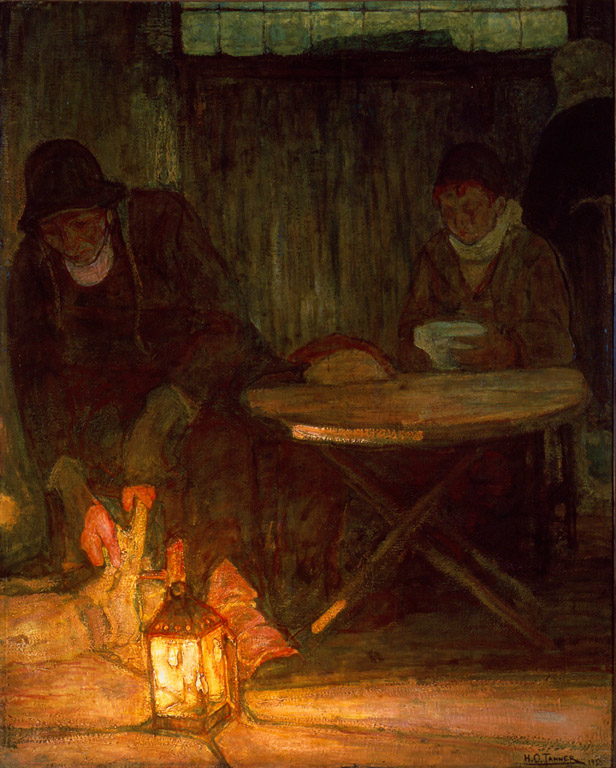
Henry Ossawa Tanner, Pêcheurs d'Étaples, 1923, Atlanta, High Museum of Art.
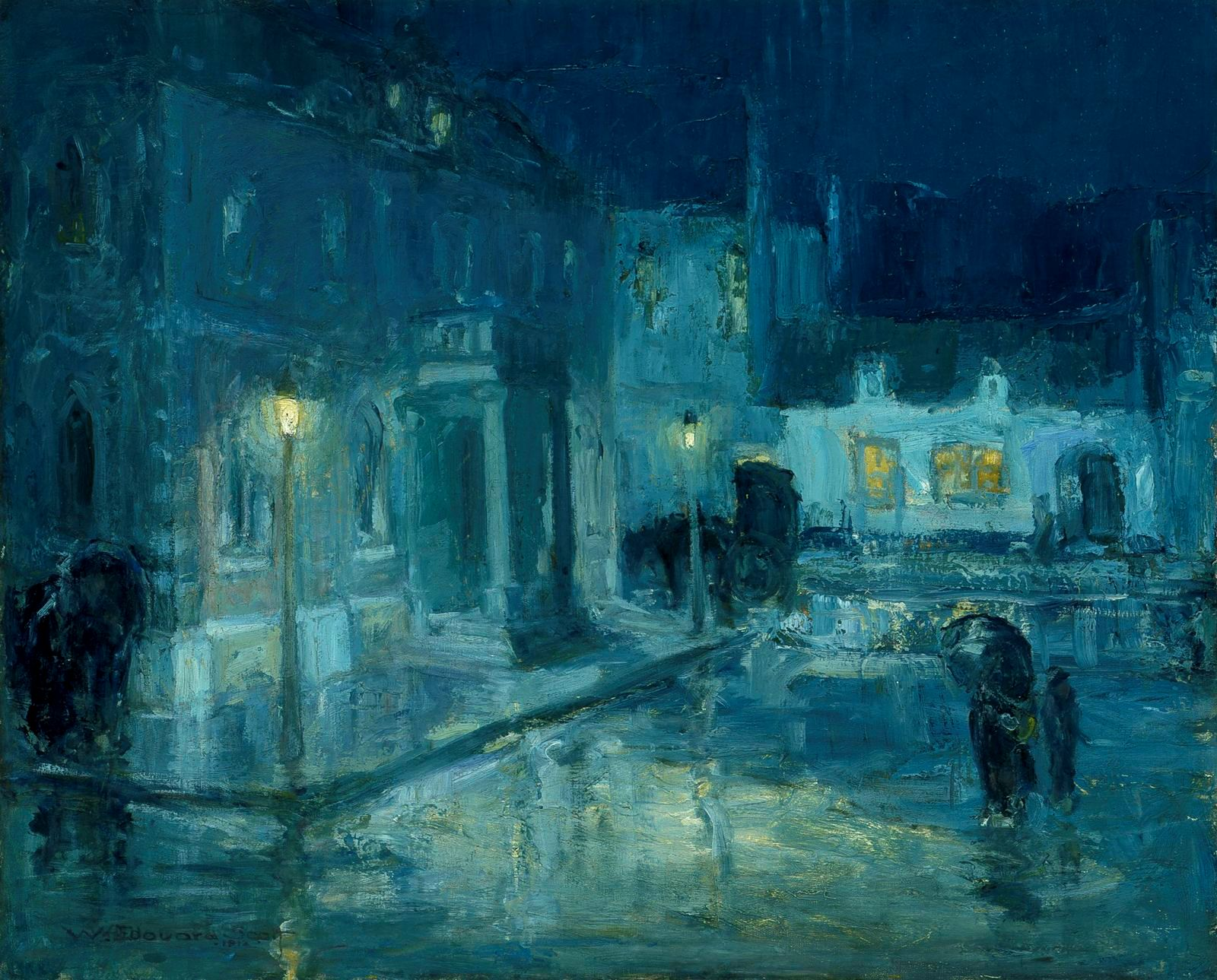
William Edouard Scott, Nuit pluvieuse à Étaples, 1912, Indianapolis Museum of Art.
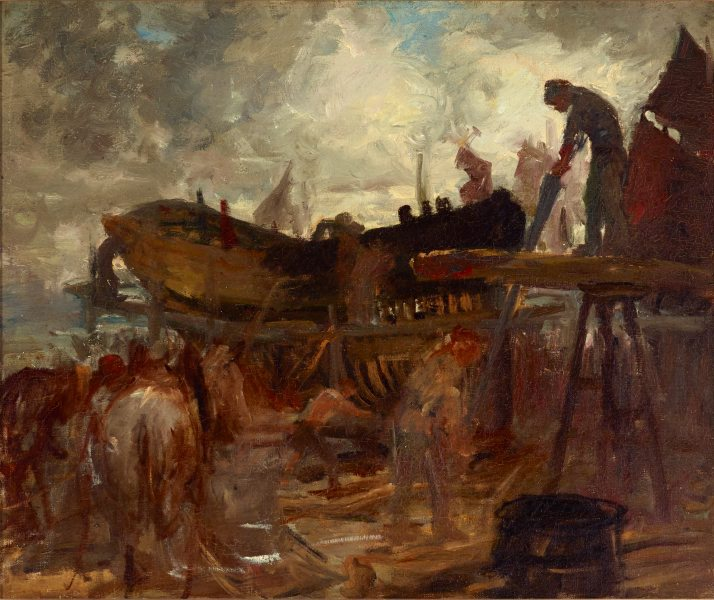
Rupert Bunny, Construction d'un bateau à Étaples, 1902, localisation inconnue.
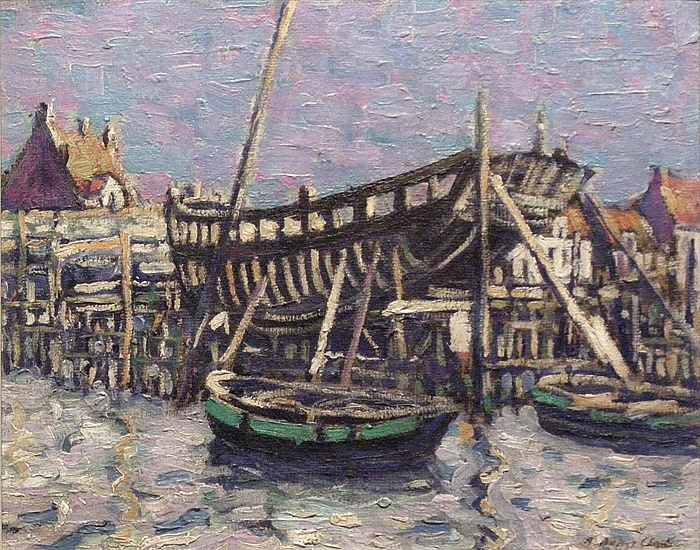
Arthur Baker-Clack, The Boat Yard, Étaples, 1913, localisation inconnue.
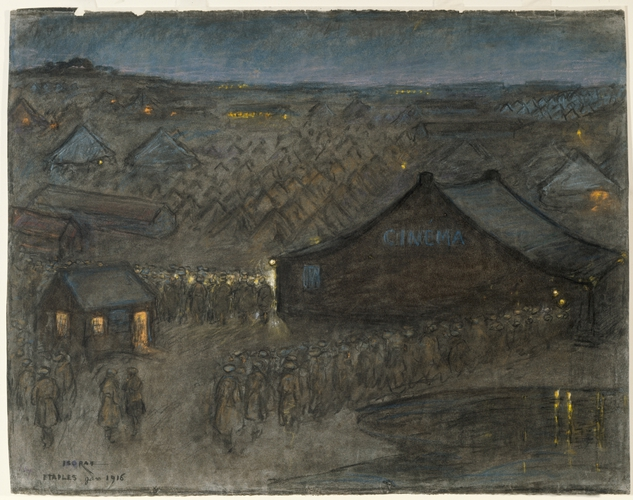
Iso Rae, Queue au cinéma du Camp britannique d'Étaples, 1916, Canberra, mémorial australien de la guerre.
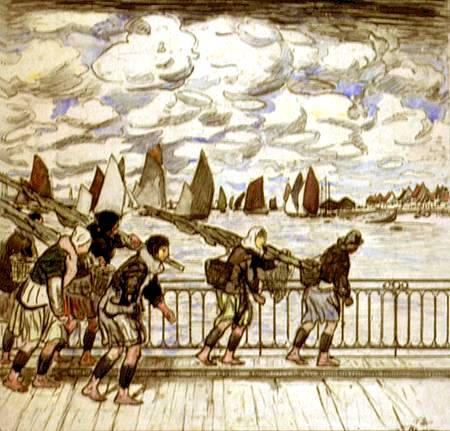
Thomas Austen Brown, Retour des pêcheuses à Étaples, localisation inconnue.
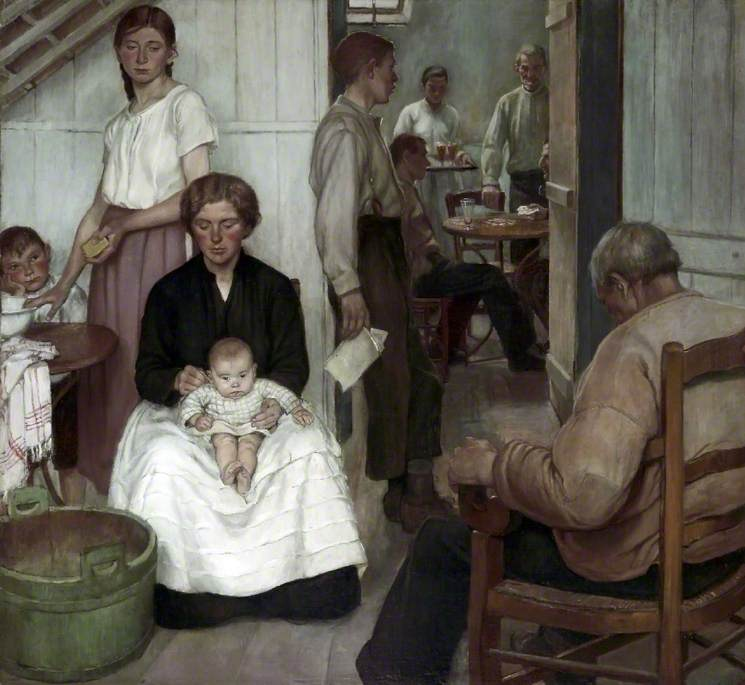
Nora Cundell, The Back Parlour, Hôtel Ioos, Étaples, Southport, Atkinson Art Gallery and Library (en).
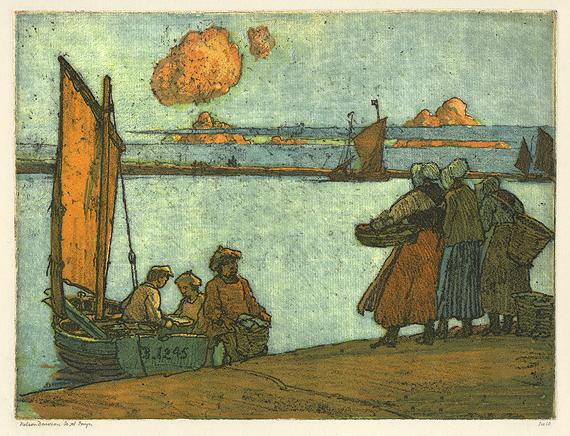
Nelson Dawson, Trois pêcheuses d'Étaples, 1912, localisation inconnue.
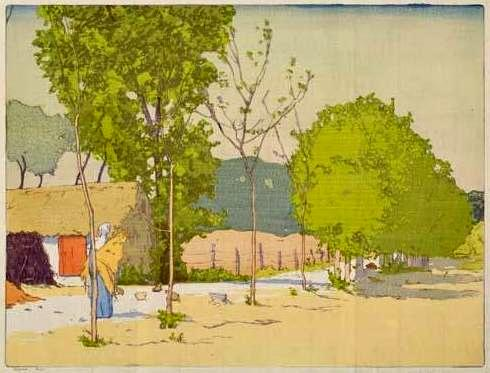
Frank Morley Fletcher, Trépied, 1912, localisation inconnue.
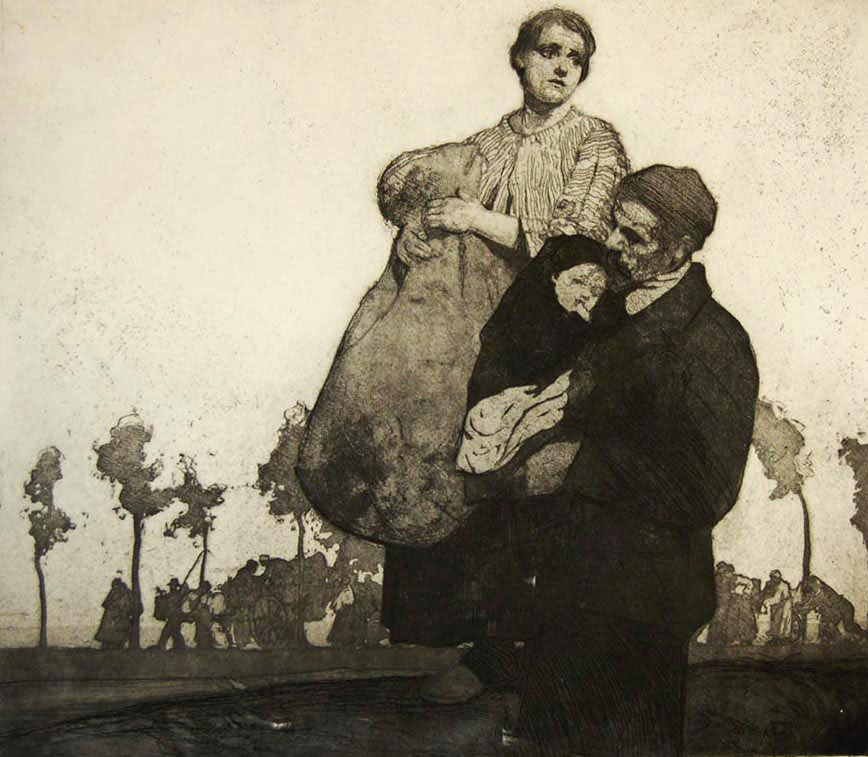
William Lee Hankey, Les Réfugiés, à Étaples, derrière la ligne de front, localisation inconnue.
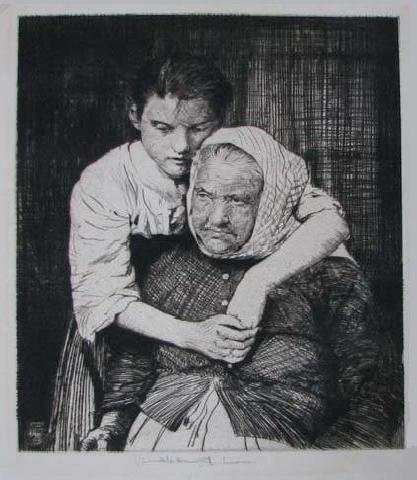
William Lee Hankey, Femme de pêcheur, 1920, localisation inconnue.
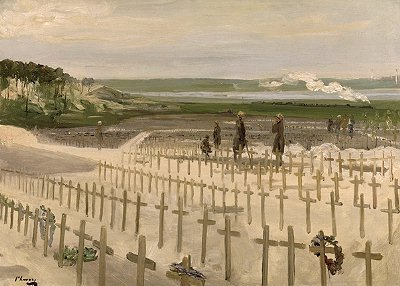
John Lavery, Vue du cimetière militaire d'Étaples, 1919, Londres, Imperial War Museum.
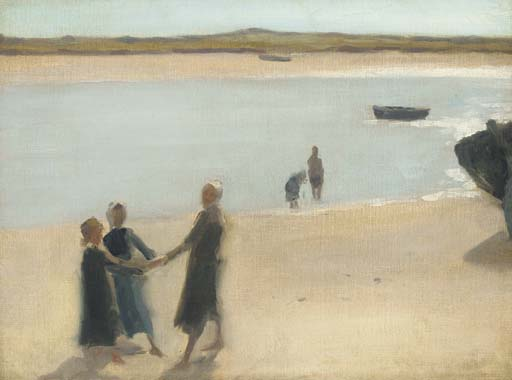
Philip Wilson Steer, Enfants de pêcheurs à Étaples, 1887, localisation inconnue.
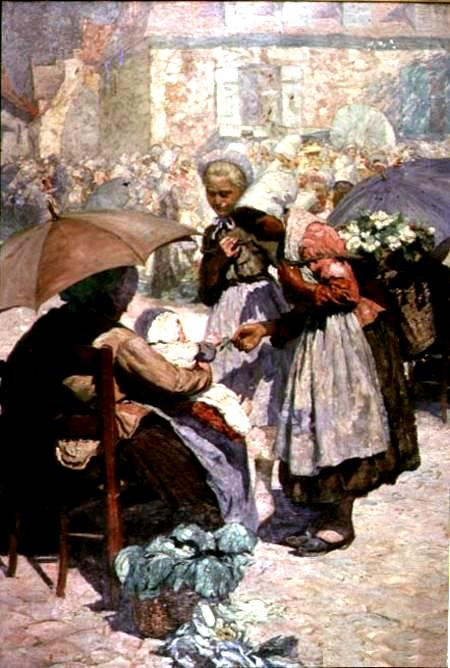
William Holt Yates Titcomb, Jour de marché à Étaples, localisation inconnue.
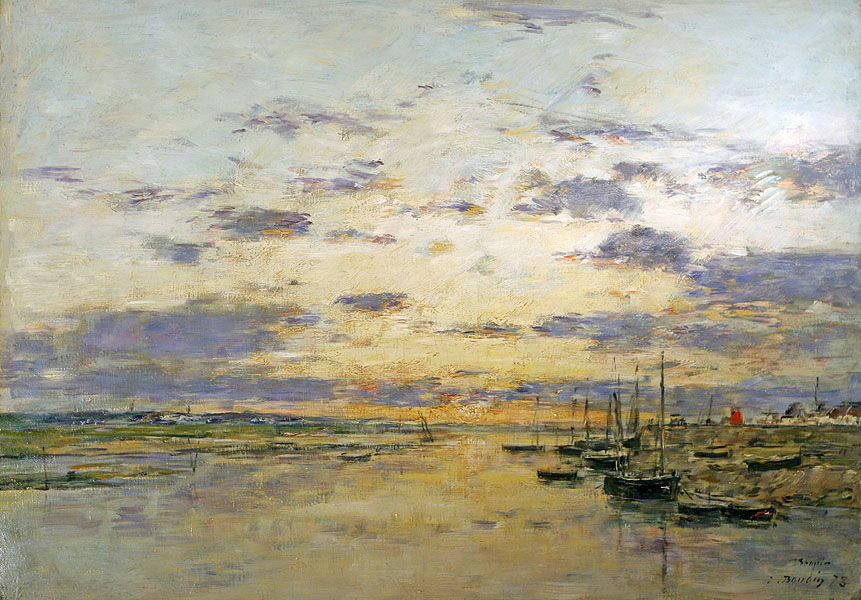
Eugène Boudin, Coucher de soleil sur la Canche, 1876, localisation inconnue.
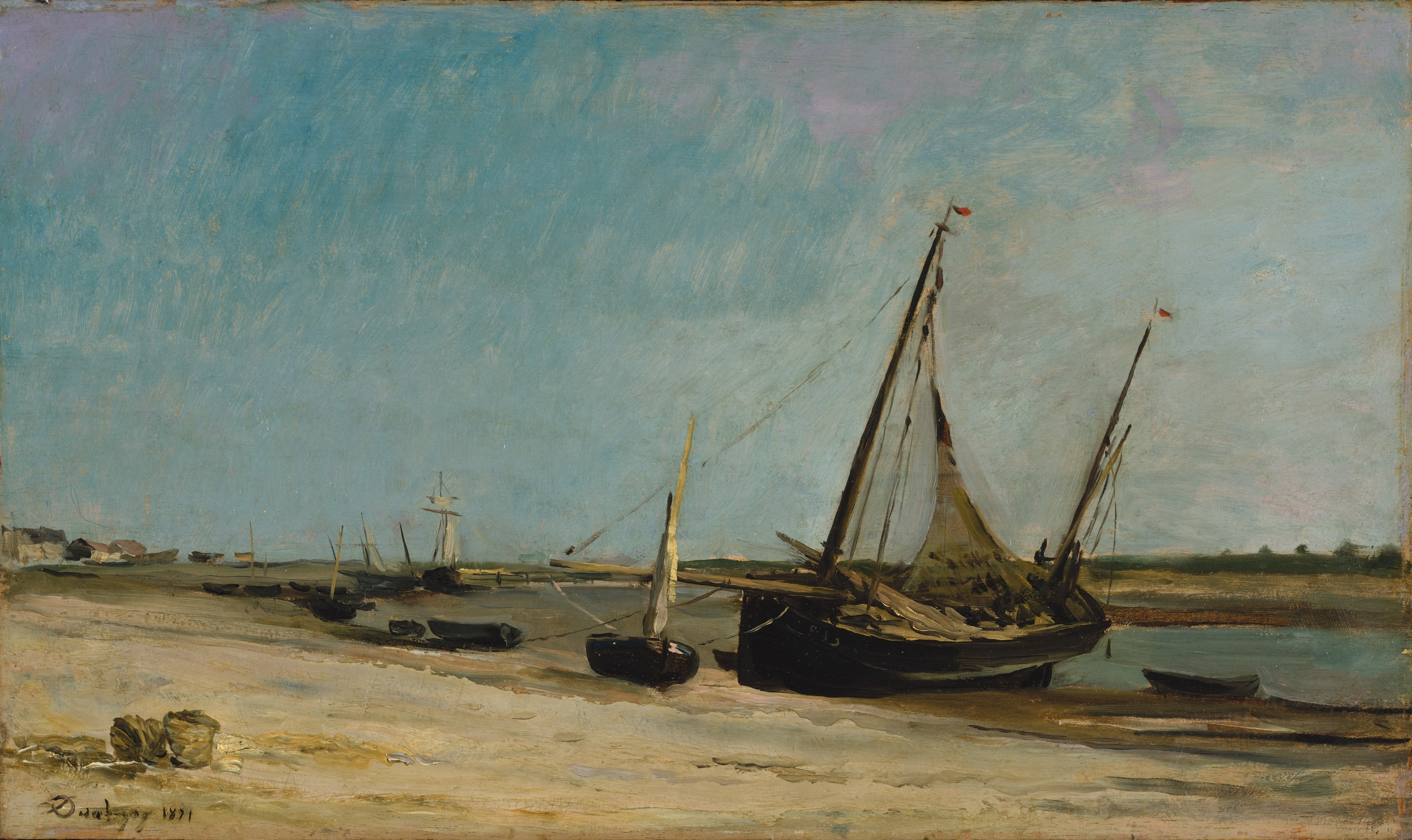
Charles-François Daubigny, Bateaux sur la côte à Étaples, 1871, New York, Metropolitan Museum of Art.
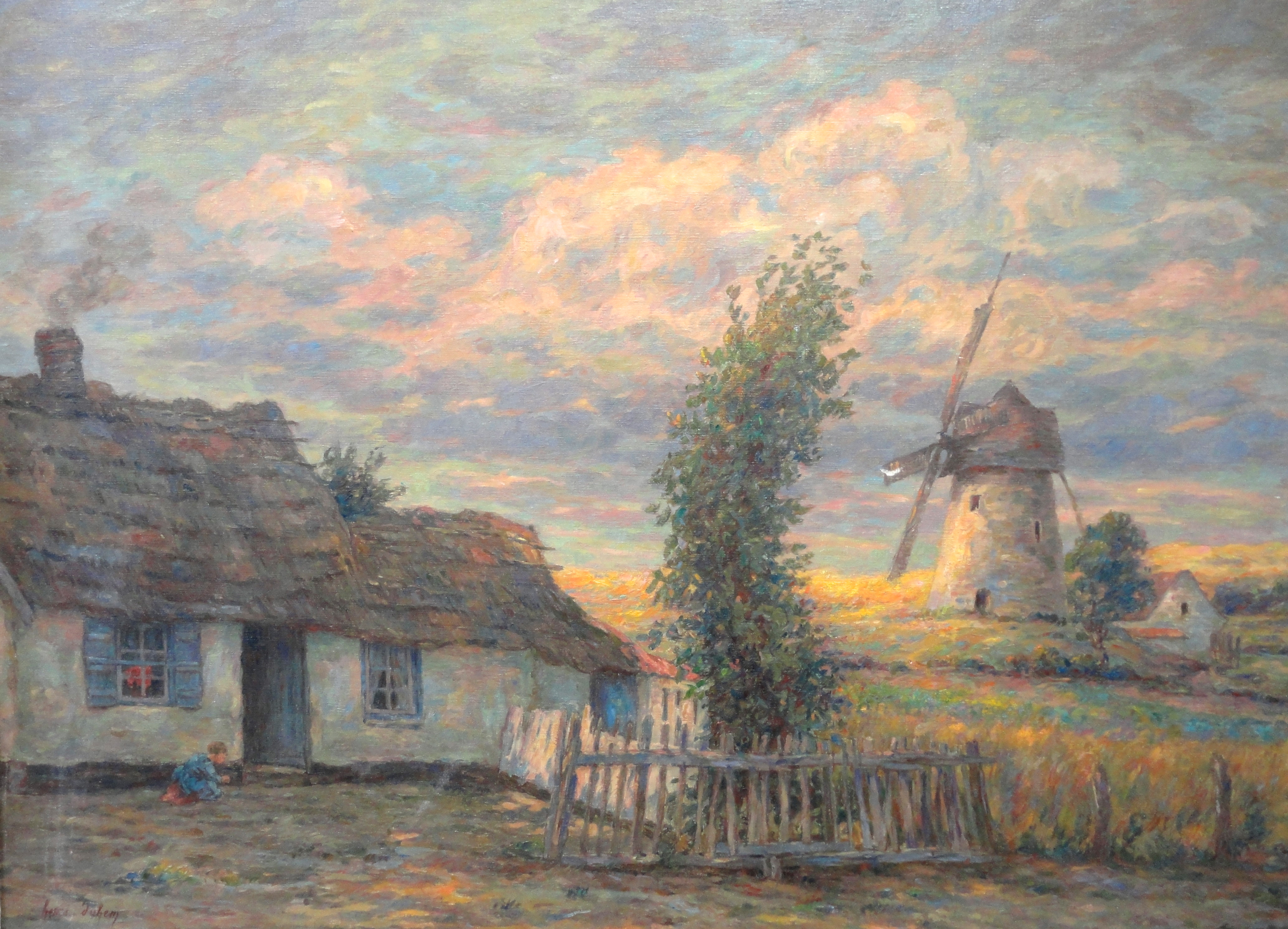
Henri Duhem, Moulin du Boulonnais au soleil couchant, musée du Touquet-Paris-Plage - Édouard Champion.
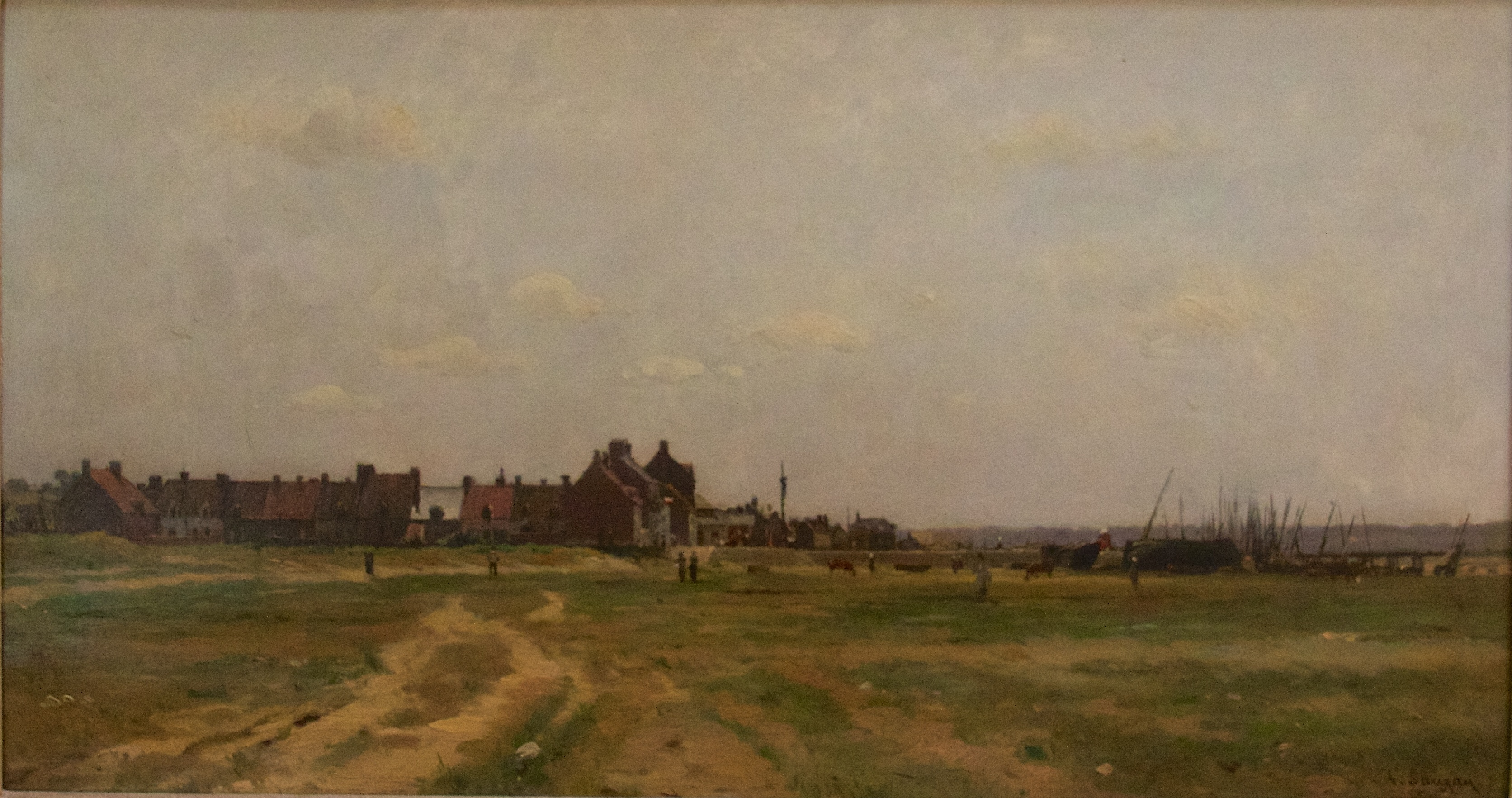
Jacques Adrien Sauzay, Vue d'Étaples vers 1875, Lancaster, Judges' Lodgings (en).
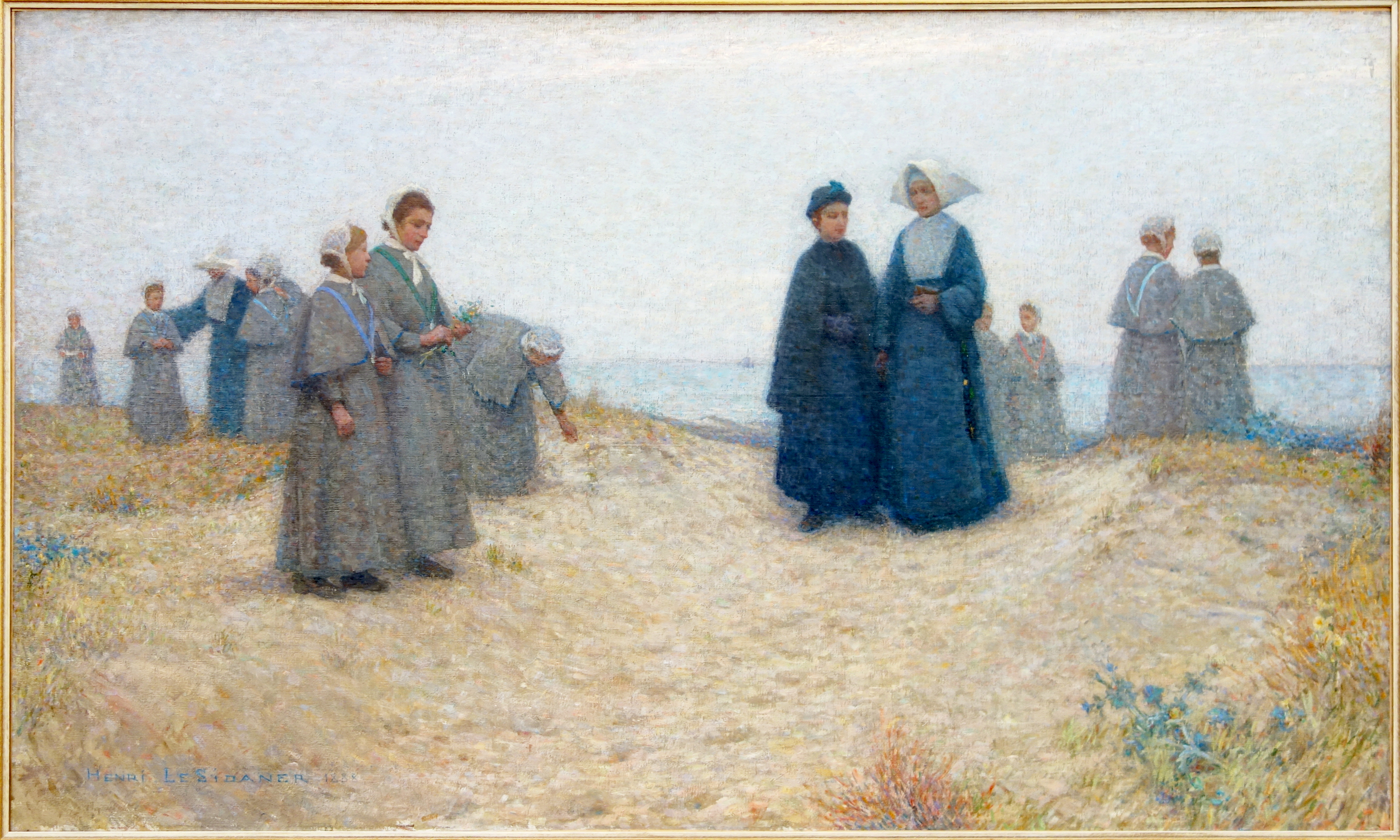
Henri Le Sidaner, Promenade des orphelines, Berck, 1888, musée des Beaux-Arts de Dunkerque.
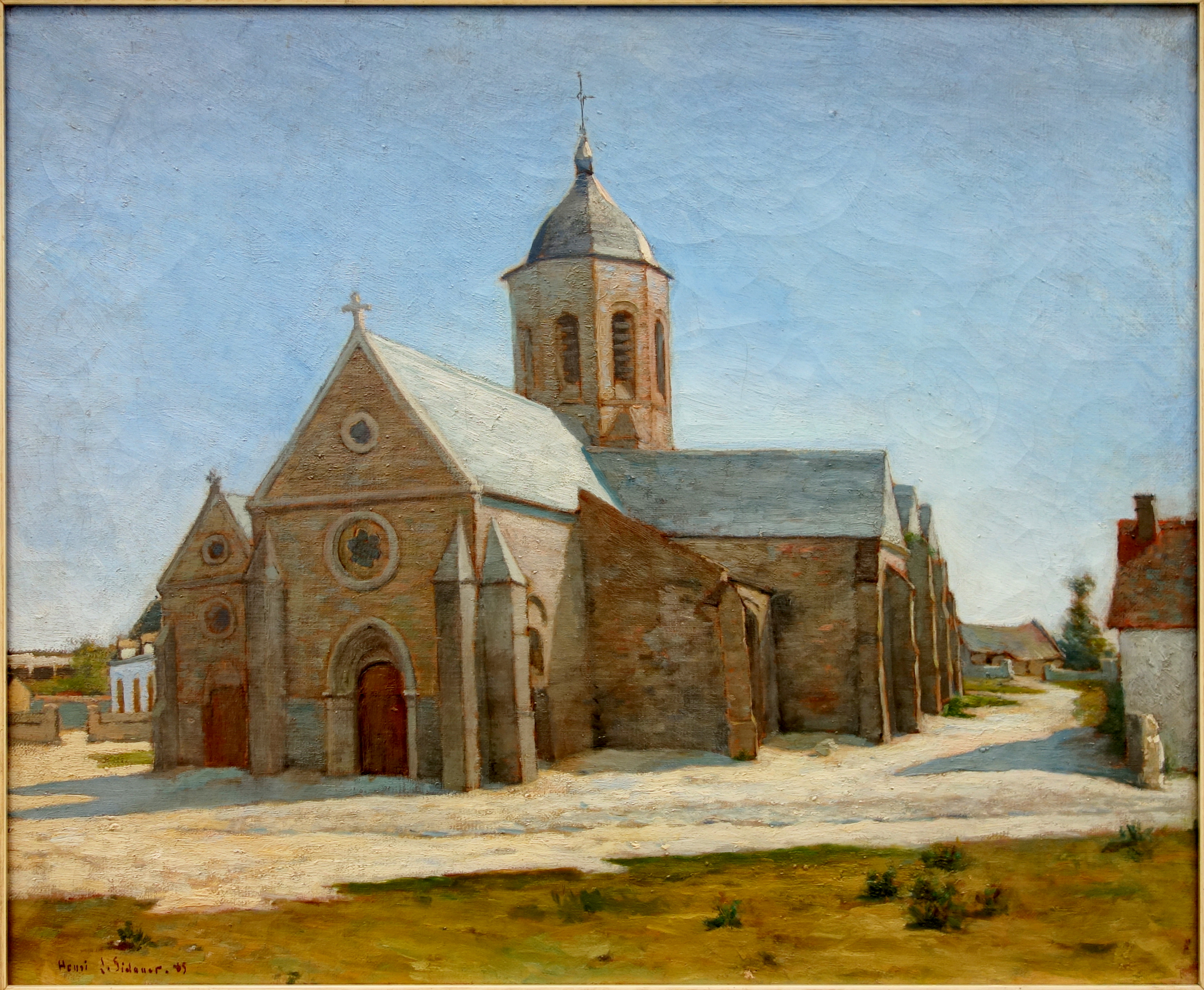
Henri Le Sidaner, Église Saint-Michel d'Étaples, 1885, musée des Beaux-Arts de Dunkerque.
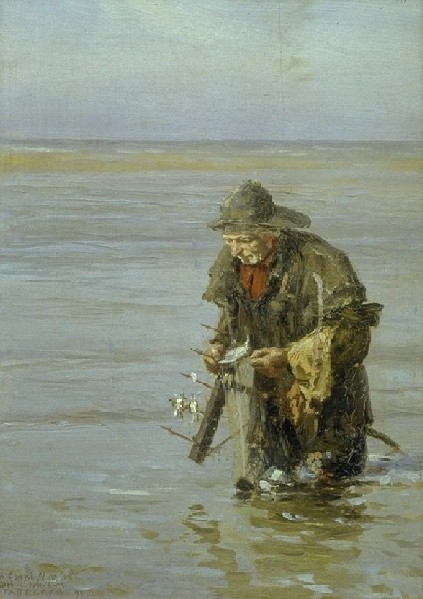
Francis Tattegrain, Pêcheur à la foëne dans la baie d'Authie, 1890, château de Boulogne-sur-Mer.
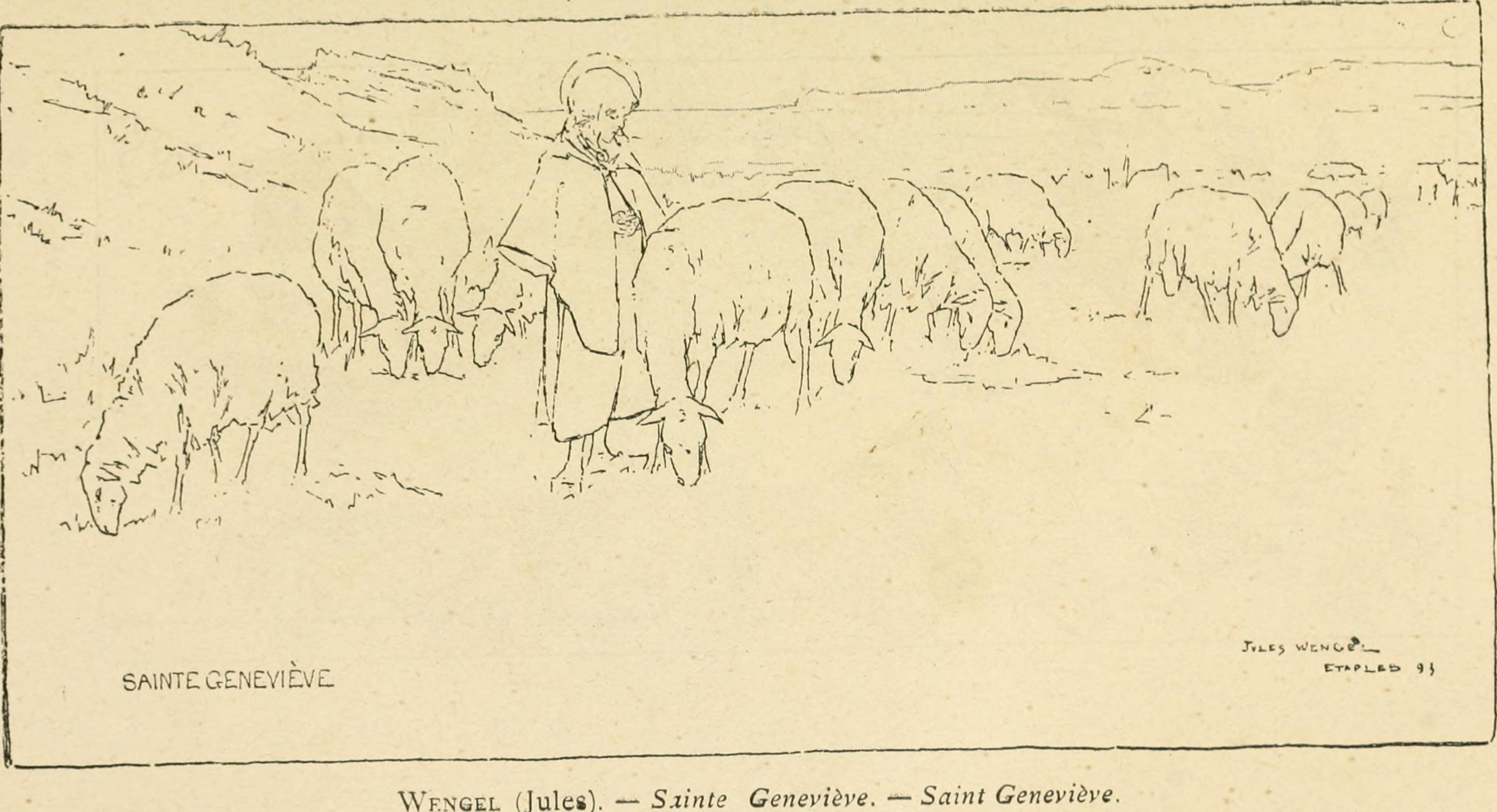
Jules Wengel, Sainte-Geneviève, Étaples, Salon de 1893.